# Žiča
Žiča (en serbio: Жича) es una localidad situada en el municipio de Kraljevo, en el distrito de Raška, Serbia. Según el censo de 2022, tiene una población de 4656 habitantes.